# 오산대역 꿈에그린
오산대역 꿈에그린(영어:  Osan Collage Stn. DREAM&GREEN)은 대한민국 경기도 오산시 수청동에 위치한 아파트 단지이다. 2011년에 완공하였다. 10개동, 580세대이다. 원래 처음 명칭은 LH 오산세교 물향기마을 휴먼시아 꿈에그린 13단지이였으나, 다시 오산세교 물향기마을 꿈에그린 13단지 로 변경되었다가, 2021년에 지금의 명칭으로 변경되었다.